# ابراهیم مراد
ابراهیم مراد (انگلیسی: Ibrahim Morad؛ زادهٔ ۹ دسامبر ۱۹۸۸) یک بازیکن فوتبال است.